# Amputechture
Amputechture je třetí studiové album americké skupiny The Mars Volta. Vydáno bylo v září roku 2006 a jeho producentem byl Omar Rodríguez-López. Jde o poslední album kapely, na kterém hrál bubeník Jon Theodore. Deska se umístila na deváté příčce hitparády Billboard 200. Deska byla nahrána v Los Angeles, El Pasu a také v Melbourne.

## Seznam skladeb
Všechny texty napsal Cedric Bixler-Zavala, veškerou hudbu složil Omar Rodríguez-López.
1. Vicarious Atonement – 7:19
2. Tetragrammaton – 16:41
3. Vermicide – 4:16
4. Meccamputechture – 11:03
5. Asilos Magdalena – 6:34
6. Viscera Eyes – 9:23
7. Day of the Baphomets – 11:57
8. El Ciervo Vulnerado – 8:50

## Obsazení
- Omar Rodríguez-López – kytara, baskytara, sitár
- Cedric Bixler-Zavala – zpěv, tampura
- Juan Alderete – baskytara
- Jon Theodore – bicí
- Marcel Rodriguez-Lopez – perkuse, klávesy, syntezátor, bicí
- Isaiah Ikey Owens – klávesy
- Adrián Terrazas-González – flétna, tenorsaxofon, basklarinet, perkuse
- John Frusciante – kytara
- Paul Hinojos – zvukové manipulace
- Sara Christina Gross – saxofon